# ماسالیا

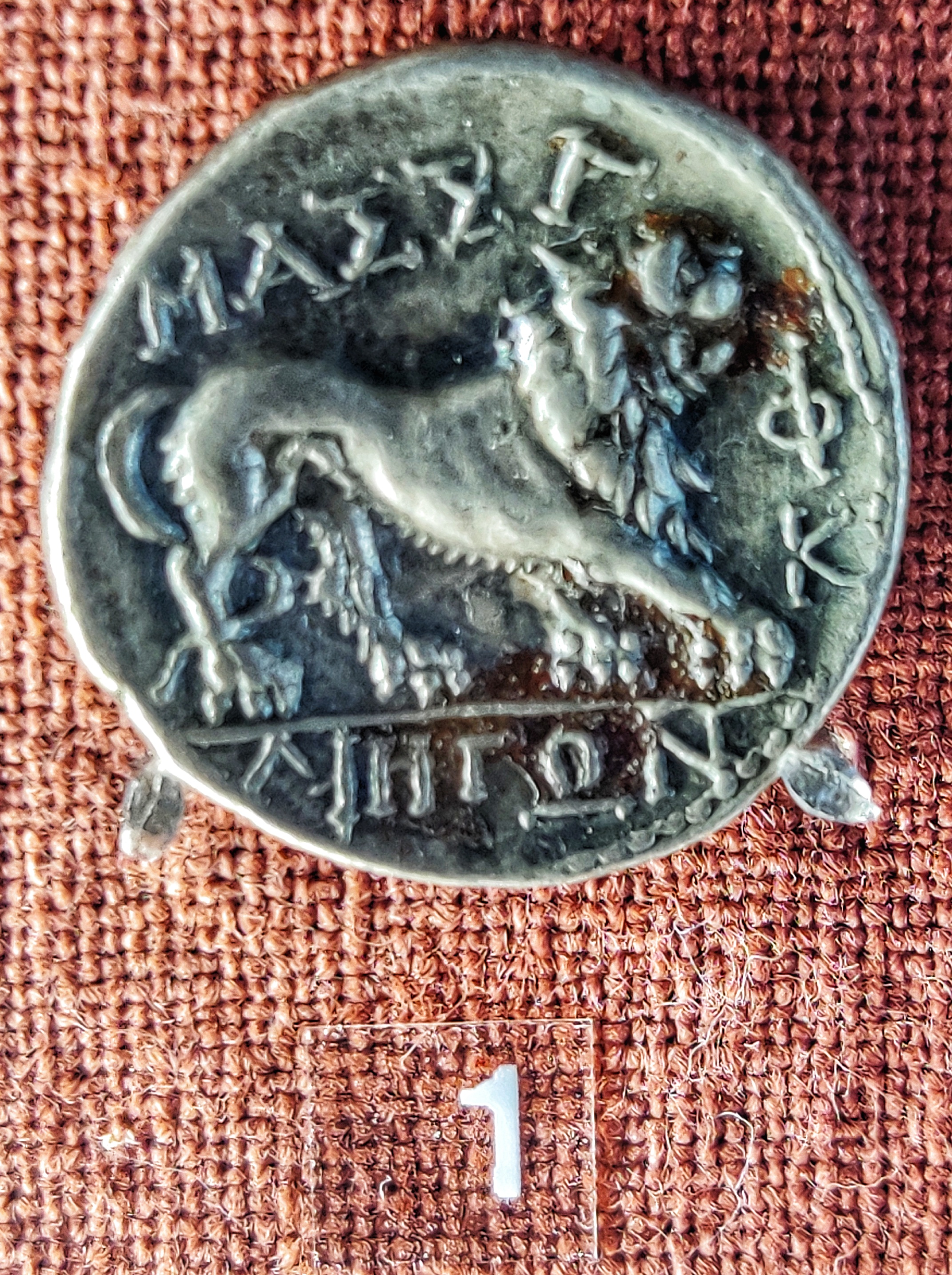
سکه ای از ماسالیا در موزه سکه‌شناسی آتن

ماسالیا (به یونانی: Μασσαλία، رومی: Massalía؛ لاتین: Massilia) یک کلونی یونانی در دوران باستان در سواحل مدیترانه غربی، در شرق رود رون بود. این مستعمره که در سال ۶۰۰ قبل از میلاد توسط مهاجرانی از یونان (ایونی‌ها) از ناحیه فوکیا ایجاد شد، به سرعت رشد کرد و جمعیت آن پایگاه‌های تجاری و نظامی بسیاری را برای تجارت در اسپانیا، کورس و لیگوریا ایجاد کردند. ماسالیا به عنوان یک مستعمره تا زمان لشکرکشی رومیان به گال در قرن اول قبل از میلاد مستقل باقی ماند. ویرانه‌های ماسالیا هنوز در شهر امروزی مارسی وجود دارد که قدیمی‌ترین شهر فرانسه و یکی از قدیمی‌ترین سکونتگاه‌های اروپا به‌شمار می‌رود.

## تاریخچه و تبار
مقالات مرتبط: افسانه تأسیس مارسی
ماسالیا در حدود ۶۰۰ سال قبل از میلاد توسط مهاجران ایونی از فوکیا، در آناتولی غربی تأسیس شد. پس از تصرف فوکیا توسط ایرانیان در سال ۵۴۵ قبل از میلاد، موج جدیدی از مهاجران به سمت مستعمره گریختند. آثاری از ارسطو و پمپیوس تروگوس در مورد افسانه آفرینش این شهر که ملاقات بین یونانیان و مردم محلی را بیان می‌کند، ارائه شده‌است.
پس از اواسط قرن ششم قبل از میلاد، ماسالیا به یک مرکز تجاری مهم در منطقه غربی مدیترانه تبدیل شد. در قرون ۴ و ۳ قبل از میلاد به ایجاد مستعمرات خود در ناحیه ناربونسیس گال ادامه داد، از جمله این مستعمرات، آگاته (اواخر قرن پنجم تا اوایل قرن چهارم قبل از میلاد)، اولبیا (حدود ۳۲۵)، نائورونتیوم (، آنتیپولیس و نیکایا (حدود اواسط قرن سوم). ماسالیا در زمان‌های قدیم به دلیل کاشفانش شناخته می‌شد: اوتیمنس در اواخر قرن ششم قبل از میلاد به سواحل غرب آفریقا سفر کرد و پیتاس در اواخر قرن چهارم قبل از میلاد شمال غربی اروپا را کاوش کرد.
این مستعمره در طول تمام جنگهای پونی (۲۶۴–۱۴۶ قبل از میلاد) متحد وفادار رم باقی ماند. عقب‌نشینی کارتاژ از سواحل ایبری پس از شکست در جنگ پونیک دوم (۲۱۸–۲۰۱) برای ماسالیا امکان تسلط بر خلیج لایون را فراهم کرد و سقوط کارتاژ در سال ۱۴۶ احتمالاً منجر به افزایش تجارت بین مستعمرات یونان و. سلتیبریان شد. شواهد باستان‌شناسی، به شکل قطعات آمفورا، نشان می‌دهد که یونانی‌ها بلافاصله پس از سکونت در منطقه (استان پرووینس که بعدها در زمان رم با نام ناربونسیس شناخته می‌شد) شراب تولید می‌کردند. زمانی که رومی‌ها در سال ۱۲۵ قبل از میلاد به این منطقه رسیدند، شراب تولید شده در آنجا به دلیل کیفیت بالا در سرتاسر دریای مدیترانه شهرت داشت.
ماسالیا ابتدا در طول جنگ داخلی بین سزار و مجلس سنا بی‌طرفی را انتخاب کرد، اما پس از ورود لوسیوس دومیتیوس آهنوباربوس در کنار مخالفان سزار قرار گرفت. این شهر در سال ۴۹ قبل از میلاد محاصره شد و در نهایت مجبور شد تسلیم ارتش سزار شود. ماسالیا بیشتر قلمرو داخلی خود را در پی این شکست از دست داد.
در طول دوره روم و دوران پسین باستان، این شهر که در آن زمان در لاتین ماسیلیا نامیده می‌شد، مرکز اصلی تجارت دریایی باقی ماند. در اواخر ۳۰۰ پس از میلاد در امپراتوری روم به یک سیویتاس تبدیل شد. .

## نظام سیاسی
ماسالیا به‌عنوان یک جمهوری الیگارشی توسط عده ای از اشراف که در ابتدا از مهاجران اصلیل زاده بودند، اداره می‌شد. مجمعی متشکل از ۶۰۰ تیموچوی(timouchoi)، که عضویت آنها مشروط به مشارکت در فعالیت‌های تجاری بود، ۱۵ قاضی را انتخاب کردند که ۳ نفر از آنها دارای قدرت اجرایی بودند.

## شهرت
یونانیان از ضرب‌المثل‌های Ἐκ Μασσαλίας ἥκεις («تو از ماسالیا بیرون می‌آیی») و Ἐς Μασσαλίαν πλεύσειας («شما می‌توانید با کشتی به ماسالیا بروید») در اشاره به کسانی که زندگی زنانه و نرمی داشتند استفاده می‌کردند، ظاهراً به این دلیل که مردان ماسالیا لباس می‌پوشیدند. لباس‌های بلند معطر و فانتزی و بستن موهایشان، که یونانیان دیگر آن را نشانه‌ای از رسوایی تعبیر می‌کردند.
از سوی دیگر، رومی‌ها دیدگاه مثبت‌تری نسبت به شهر به عنوان سنگر تمدن یونان در سرزمین‌های بربر و به عنوان متحد وفادار روم داشتند.

## میراث
یک مطالعه ژنتیکی که در سال ۲۰۱۱ انجام شد، نشان داد که ۴٪ از ساکنان پرووینس متعلق به دودمان هاپلوگروپ E-V13 هستند که به ویژه در بین فوکای‌ها رایج است (۱۹٪)، و ۱۷٪ از کروموزوم‌های Y در پرووینس ممکن است به استعمارگران یونان نسبت داده شوند. به گفته نویسندگان، این نتایج حاکی از «یک ورودی غالب نخبگان یونانی به جمعیت ناحیه پرووینس در عصر آهن» است.